# Roman Řehounek
Roman Rehounek (né le 27 novembre 1971 à Pardubice) est un coureur cycliste tchécoslovaque des années 1980. Spécialiste des disciplines de vitesse sur piste, il est notamment double champion du monde de tandem en 1985 et 1986.

## Palmarès sur piste

### Championnats du monde
- Bassano 1985
  -  Champion du monde de tandem (avec Vítězslav Vobořil)
- Colorado Springs 1986
  -  Champion du monde de tandem (avec Vítězslav Vobořil)